# مركبات ذات أساس كلوري
المركبات ذات الأساس كلوري ، وتُعرَف أيضًا بالمركبات المُصدِرَة للكلور ، وهي عائلة من الكيميائيات التي تُصدِر أو تحرر الكلور . تستخدم لتعقيم الماء ، المعدات الطبية ، ومساحات السطوح . إن تواجد مادةٍ عضويةٍ من الممكن أن يجعلها أقل فاعلية . هذه المركبات تأتي على شكل مسحوقٍ يُمزَج مع الماء قبل الاستخدام .
الأعراض الجانبية في حالة حدوث تلامسٍ قد تتضمن تهيج البشرة وحروقًا كيميائيةً للعين . من الممكن أيضًا أن تُسبِب تآكلًا ؛ ولذلك قد تتطلب أن يتم غسلها . المركبات المميزة في هذه العائلة تتضمن هيبوكلوريت الصوديوم ، الكلورامين ، الهالازون، ثاني أكسيد الكلور ، وثنائي كلوروأيزوسيانورات الصوديوم . هذه المركبات فعالةٌ ضد مجموعةٍ متنوعةٍ من الكائنات الحية الدقيقة ، تتضمن الجراثيم البكتيرية .
استخدمت المركبات ذات الأساس الكلوري لأول مرة عام 1915 . إنها على قائمة منظمة الصحة العالمية للأدوية الأساسية ، الأدويةُ الأكثر فاعليةً وأمانًا اللازمةُ في نظامٍ صحيٍ . التكلفة الإجمالية في الدول النامية تبلغ حوالي 0.01 إلى 0.02 دولار أمريكي لكل 500 مغ من نوع الكلورامين . هذه المركبات تستخدم على نطاقٍ واسعٍ في كلٍ من الصناعة الطبية والغذائية .